# Jordi Ledesma Álvarez
Jordi Ledesma Álvarez (Cambrils, 1979) és un escriptor català en llengua castellana que va estudiar a l'Escola d'Arts i Oficis de Tarragona. Al 2003 va veure la llum la seva primera obra, el poemari Agua de mayo. Posteriorment, es va decantar pel gènere negre de caràcter social, "no policíac", segons les seves paraules.
El 2012 publica la selva primera novel·la, Narcolepsia, amb la qual va ser finalista dels premis literaris de La Semana Negra de Gijón.
En 2015 és el torn d'El diablo en cada esquina, obra amb la qual es consolida com una veu emergent del gènere negre espanyol.
Reafirmant-se un any després, en 2016, amb la publicació de Lo que nos queda de la muerte, novel·la que el 2017 aconsegueix els premis Novelpol, i el V Premio de Novela Pata Negra del Congreso Negro de Cine y Novela de la Universidad de Salamanca.
L'any 2018 publica La noche sin memoria, amb la qual va ser finalista del Premio El Ojo Crítico, de RNE, en la categoria de Narrativa.
El 2022, conjuntament amb l'escriptor madrileny José Ángel Mañas, creen el personatge del Chúster, per a la novel·la En el descuento, amb la intenció de donar-li continuïtat com a protagonista de novel·les següents. El març de 2023 En el descuento va ser guardonada amb el IX Premio Ciudad de Santa Cruz de Novela Criminal que concedeix el Festival Atlántico de Género Negro Tenerife Noir.
L'obra d'en Jordi Ledesma s'ha publicat a Espanya, Mèxic i França.
De la mateixa manera, al llarg d'aquests anys ha participat en diverses antologies tant de contes com de poemes.
Totes les seves novel·les, fins a la data, han estat publicades per l'editorial catalana Alrevés.

## Obra publicada
- Agua de mayo (Silva, 2003)
- Narcolepsia (Alrevés, 2012)
- El diablo en cada esquina (Alrevés, 2015)
- "El eco inexistente", dins Diez negritos: nuevas voces del género español (Alrevés, 2015)
- Lo que nos queda de la muerte (Alrevés, 2016)
- La noche sin memoria (Alrevés, 2018)
- En el descuento (Alrevés, 2022)
- DoctorX, el médico de la Dark Web (La Esfera de Los Libros, 2024)